# توحيد مقامات
توحيد المقامات هو مفهوم رياضي لتسهيل جمع أو طرح الكسور، الفكرة الأساسية من وراءه تتمثل في أن جمع أي كسرين يمكن تبسيطه عن طريق اشتراك الكسرين بذات المقام، وهو الأمر الذي يعني ببساطة الحديث عن نفس الوحدة عند جمع البسط. فمثلا، الأنصاف والأرباع يمكن جمعها عند توحيد القيم المراد جمعها على أنها أرباع، وذلك بمضاعفة عدد الأنصاف لدى تحولها إلى أرباع، فمجموع النصف والربع هو عبارة عن مجموع الربعين والربع، حيث كل نصف هو عبارة عن ربعين. في المستوى النظري، لا يهم ما هي القيم التي يتم ضرب الكسور بها من أجل الوصول إلى مقامات مشتركة، لكن على المستوى العملي، فإن الطريقة الأسهل للوصول إلى مقامات موحدة هي ضرب كل من البسط والمقام لكل كسر بمقام الكسر الآخر، مما ينتج عنه عدد مشترك في المقام، وبالتالي تصبح عملية جمع الكسور لا تحتاج أكثر من جمع قيم البسط (الناتجة بعد الضرب في المقام الآخر) واستخدام المقام الموحد.

## مثال
{\displaystyle {\frac {1}{\color {Blue}2}}+{\frac {1}{\color {Green}3}}={\frac {1\times {\color {Green}3}}{{\color {Blue}2}\times {\color {Green}3}}}+{\frac {1\times {\color {Blue}2}}{{\color {Green}3}\times {\color {Blue}2}}}={\frac {3}{6}}+{\frac {2}{6}}={\frac {5}{6}}}
في الأعلى نقوم بعملية توحيد لمقامين مختلفين بالقيمة حيث نضرب مقام العدد الأول بالعدد الثاني ومقام العدد الثاني بالعدد الأول.
في الرياضيات هو كتابة الكسور النسبية بشكل يكون فيه قيمة مقام الكسر موحدة. بحيث تصبح عمليات الجمع والطرح بينهما صحيحة، إذ لا يجوز تطبيق عمليات الطرح البسيطة بين بسطي كسرين دون توحيد المقامات.
تعرف أيضا عملية توحيد المقامات بإيجاد قاسم مشترك بين أرقام كسرية، على سبيل المثال يسهل تمثيل كسور بأثمان تجمع وتطرح من أثمان على تمثيل كسور تمثل أنصاف تجمع إليها أثمان أو تطرح منها، وبالتالي، فإن تحويل النصف إلى ما يكافئه من الأثمان، وهم أربعة أثمان يسهل حساب مجموع النصف وثلاثة أثمان، حيث يكون الجواب بالأثمان، وهو حاصل جمع أربعة أثمان وثلاثة أثمان، أي سبعة أثمان.
يمكن توحيد المقامات بأكثر من طريقة، ويعتبر ضرب بسط ومقام الكسر الأول بمقام الكسر الثاني وضرب بسط ومقام الكسر الثاني بمقام الأول أسهلها من حيث التطبيق، فبما أن الضرب عملية تبديلية، فإن المقام الأول مضروبا بالمقام الثاني سيساوي المقام الثاني مضروبا بالأول، وبالتالي يتحقق توحيد المقامين.
باستخدام المتغيرات بدلا من الأرقام، يمكن صياغة الطريقة على النحو التالي:
{\displaystyle {\frac {a}{bc}}+{\frac {c}{b^{2}d}}\;=\;{\frac {abd}{b^{2}cd}}+{\frac {c^{2}}{b^{2}cd}}\;=\;{\frac {abd+c^{2}}{b^{2}cd}}}
يمكن توحيد المقامات بأي عملية ضرب أو قسمة تطبّق على كل من بسط ومقام الكسر، فمثلا، مجموع الكسرين 2/6 و 4/3 يمكن تبسيط الأول إلى 1/3 بقسمة كل من البسط والمقام على 2، وبالتالي يتم توحيد المقامات بين الكسرين (وقيمة المقام في هذه الحالة 3) ويمكن جمع قيم البسطين 1 و 4 فيكون الكسر الناتج 5/3.